# Dimmalætting
Dimmalætting [ˈdɪmːaˌlatːɪɳg] (färöisch für „Morgendämmerung“), umgangssprachlich „Dimma“, ist eine färöische Wochenzeitung. Bis zur Insolvenz im Herbst 2013 war sie die älteste und größte Tageszeitung der Färöer mit Sitz in Tórshavn. Mit der Ausgabe vom 13. September 2013 wurde ihr bisheriges Erscheinen eingestellt. Seit Ende 2014 erscheint das Blatt wieder, nun als Wochenzeitung an jedem Freitag.

## Name
Der Name Dimmalætting setzt sich zusammen aus dimmi (Dunkelheit) und lætting, einer Substantivierung von lætta (lassen, leicht machen). Dimmið lættir bedeutet „es wird Tag“ (wörtlich: „die Dunkelheit lässt nach“). Der Zeitungsname stammt von V. U. Hammershaimb und gilt als einer der frühen eigenständigen Neologismen der färöischen Sprache.

## Geschichte
Die erste Ausgabe der „Dimma“ erschien nach einer Probenummer vom 8. Dezember 1877 am 5. Januar 1878.
Ab Gründung des unionistischen Sambandsflokkurin 1906 war Dimma dessen Parteizeitung, bezeichnet sich aber seit 1995 als politisch unabhängig. Bis 2005 war allerdings der Chefredakteur der Zeitung noch automatisch im Parteivorstand des Sambandsflokkurin vertreten.
Der färöische Name war anfangs klein gedruckt vor dem dänischen Amtstidene for Færøerne (Kreiszeitung für die Färöer). Entsprechend hieß der bereits 1877 gegründete Verlag A/S Færø Amtstidendes Bogtrykkeri, heute aber P/F Dimmalætting. Die Artikel waren in den Anfangsjahren nur in dänischer Sprache verfasst; von 1910 bis 1947 war die Zeitung zweisprachig, seither überwog das Färöische.
Bis 1911 erschien die Zeitung nur samstags, dann auch mittwochs. Ab den 1920er Jahren gab es sechs statt der bis dahin vier Seiten. Nach 1970 stieg die Seitenzahl auf acht oder mehr. Eine dritte Ausgabe kam hinzu und seit September 1996 erschien sie fünfmal in der Woche von Dienstag bis Samstag. Im November 2004 wurde die Erscheinungsweise auf Montag- bis Freitagabend umgestellt. Seit Mitte März 2005 wurde sie im Kleinformat publiziert.
Die Dienstagsausgabe wurde seit dem 5. April 2005 als Antwort auf konkurrierende Anzeigenblätter kostenlos an alle Haushalte auf den Färöern verteilt.
Nachdem die redaktionellen Inhalte der Website dimma.fo anfangs nur Abonnenten zugänglich waren, waren sie seit 2008 für jedermann einsehbar.
Anfang 2010 erfolgte eine Änderung in der Eigentümerstruktur, mit der die Anteile der Familie Samuelsen durch die Investitionsgesellschaft "Løkir" übernommen wurden. Lisbeth Lindenskov Petersen, eine Tochter von Georg Lindenskov Samuelsen, war bis zu diesem Zeitpunkt der größte Anteilseigner der Zeitung gewesen.
Die Dimma hatte bis zur Insolvenz im Jahr 2013 eine Auflage von landesweit 8.500 Exemplaren (1991 noch 13.300) und erschien fünfmal wöchentlich.

## Blattleitung
Von den vielen Leitern, die die Zeitung im Laufe ihrer über 100-jährigen Geschichte hatte, ist Georg Lindenskov Samuelsen besonders hervorzuheben. Er arbeitete praktisch sein ganzes Leben lang für die Zeitung und stand fast ein halbes Jahrhundert lang an der Spitze des Blattes. Zudem war er viele Jahre beim Verfassen der Artikel völlig auf sich allein gestellt.

### Tageszeitung
- 1878 – 1879 Lytje Lützen
- 1880 – 1882 Oliver Petræus Effersøe
- 1882 – 1885 Louis Bergh
- 1885 – 1886 H. C. Petersen
- 1886 – 1889 R. C. Effersøe
- 1889 – 1892 Jacob Johansen
- 1892 – 1893 Oliver Petræus Effersøe
- 1893 – 1894 Emil Bruun
- 1894 – 1900 Enok Daniel Bærentsen
- 1900 – 1901 Søren E. Müller
- 1901 – 1902 Chr. Heilskov
- 1902 – 1905 R. C. Effersøe
- 1905 – 1918 Oluf Skaalum
- 1918 – 1936 Poul Niclasen
- 1936 – 1981 Georg L. Samuelsen
- 1981 – 1995 Benny Samuelsen
- 1995 – 2001 Beate L. Samuelsen
- 1995 – 2002 Georg L. Petersen
- 2002 – 2007 Ingi Samuelsen
- 2007 – 2013 Árni Gregersen

### Wochenzeitung
- 2014 – Sveinur Tróndarson

## Druckerei
Zum Verlag der Tageszeitung gehörten die Werbeagentur Team 85 und die Druckerei Prentmiðstøðin.
Prentmiðstøðin ist mittlerweile in den Besitz von u. a. Sosialurin übergegangen. Die Druckerei verfügt über die einzige Rotationspresse auf den Färöern. Dort wird auch das frühere Konkurrenzblatt Sosialurin gedruckt.
Die Druckerei von Dimmalætting fusionierte 2004 mit Hestprent zu Føroyaprent. Føroyaprent übernahm von Dimmalætting auch Gebäude und Einrichtung am Hoyvíksvegur. Im April 2010 verkaufte Dimmalætting seine Eigentümeranteile an p/f Hestoy.
Seit April 2008 gehörte die wöchentlich erscheinende Wirtschaftszeitung Vinnuvitan zusammen mit dem kostenlosen Anzeigenblatt Vikublaðið ebenfalls zum Verlag. Vinnuvitan erscheint inzwischen lediglich noch als Online-Ausgabe.